# Ernest Peterlin
Ernest Peterlin, slovenski domobranski častnik, * 11. januar 1903, Ljubljana, † 20. marec 1946.
Peterlin je bil skupaj z Leonom Rupnikom ustanovitelj slovenskega domobranstva in vojaški referent slovenske legije, kasneje pa naj bi pripravljal upor proti Nemcem, zaradi česar ga je Gestapo aretiral in poslal v taborišče. Po vojni je bil junija meseca 1945 vrnjen v Jugoslavijo, kjer je bil zaradi kolaboracije in narodnega izdajstva pred okrožnim sodiščem v Ljubljani 23. decembra 1945 obsojen na smrt. 